# Calaverit
Calaverit (Genth, 1861), chemický vzorec AuTe2, je jednoklonný minerál. Byl nazván podle místa nálezu – Calaveras County, Kalifornie, USA.

## Vznik
- hydrotermální – typicky nízkoteplotní žíly hydrotermálních ložisek, vyskytuje se však i ve středně– a vysokoteplotních ložiscích.

## Morfologie
Tvoří zřídka drobné lístečkovité nebo jehličkovité krystaly a krátké nebo tenké hranoly prodloužené podle {010}. Na povrchu krystalů je patrné rýhování podél [010]. Obvykle masivní, zrnitý až nejasně krystalovaný. Dvojčatění: Běžné podél {110}, méně často podél {031} a {111}.

## Vlastnosti
- Fyzikální vlastnosti: Tvrdost 2,5, křehký, hustota 9,1 – 9,4 g/cm3, štěpnost chybí. Lom nerovný až pololasturnatý. Snadno se taví.
- Optické vlastnosti: Barva bronzově žlutá až stříbřitě bílá, lesk kovový, průhlednost: opaktní, vryp žluto- až zelenošedý.
- Chemické vlastnosti: Obsahuje 43,6 % Au, 56,4 % Te a příměsi Ag. Rozpouští se v HNO3 a H2SO4.

## Polymorfismus a řady
- dimorfní s krenneritem

## Podobné minerály
- pyrit, sylvanit, petzit a další telluridy

## Parageneze
- altait, coloradoit, krennerit, rickardit a další telluridy, pyrit, arsenopyrit, tetrahedrit, tennantit, sfalerit, stibnit a další sulfidy, zlato

## Získávání
Společně s dalšími zlatonosnými rudami.

## Využití
Zlatonosná ruda.

## Naleziště
Výskyt řídký.
- Česko – v Jílovém spolu s dalšími telluridy v zrnech max. 2 x 4 mm velkých na žilníku Ladislav.
- Austrálie – v prožilcích protínajících křemenné žíly z North Kalgoorlie spolu s altaitem, coloradoitem, krenneritem, rickarditem a dalšími telluridy.
- USA – významná naleziště se nacházela v Kalifornii, (tzv. Mother lode, Mateřská žíla - pás zlatonosné rudy v délce 175 km, který v 2. polovině 19. století vydal zlato za 376 miliónů dolarů), v Coloradu oblast Cripple Creek v okresu Teller County.